# 霧中山佛教遺址
霧中山佛教遺址位於中華人民共和國四川省成都市大邑縣城南，東漢永平年間建立，中國佛教聖地之一，2002年12月27日正式登錄為四川省第六批省級文物保護單位。

## 沿革
霧中山共七十二峰，主峰海拔1628米，一百零八盤（上山路），該山終年雲霧繚繞、時發金光，又稱大光明山、天城山、霧山，為高僧住錫傳法的佛教聖地。:140
74年（東漢永平十六年），印度高僧摩騰、竺法蘭於霧中山建立普照寺，為霧中山建寺之始、中國第二座佛教寺廟（比洛陽白馬寺晚六年）。:140-141
345-356年（晉永和年間），西域高僧圖澄為住持並擴建，敕名為天城山顯應寺。:141
650-683年（唐高宗年間），僧伽、僧護住錫該寺並更名回普照寺。:141
1426-1435年（明宣宗年間），僧人普達舍耶、釋噶叭奉旨擴建，並更名為「開化寺」（該寺名沿用至今）。:141
據記載，霧中山於明朝為極盛時期，方圓數十里皆為寺院，有四十八庵、一百八十寺，僧眾達數千人。:141
1985年，成都市列為市級文物保護單位。:141
1992年，大邑縣政府批准為佛教活動點，並迎請峨眉山兩位高僧普觀、果章擔任住持、監院。:141-142
2002年12月27日，正式登錄為四川省第六批省級文物保護單位。

## 主要遺跡
礄獅坪
兩座明代石獅保存良好，碑坊上還可以清楚看見『明代萬曆六年』等字。
天國名山坊
在地震後僅剩下兩座石柱保存良好，柱面上刻有明代狀元楊升庵的兩副楹聯：『春水夏雲，秋月冬風，寶地占四時之景。西瞿東勝，北盧南瞻，京天統萬法之宗。』
接王亭
明代王圻在《游霧中山》中寫道：『紺宮眾宇，皆洪武時（1368-1398年）修，壯哉一大祗園也。』祗園就是佛寺，這就是在描述接王亭，接王亭也在戰亂中被焚毀，明末清初原址重建，現今還存在三殿及經堂、齋堂等。

## 定期法會
- 新春祈福會 大年初一
- 報恩祈福會 五一勞動節
- 開山供天會 五月十八
- 息災祈福會 六月十三
- 盂蘭超度會 七月十一至十四
- 感恩祈福會 十一國慶日
- 果章大師聖誕會 冬月十七
- 歡喜團年會 臘月初八